# Mackenzie (Missouri)
Mackenzie és una població dels Estats Units a l'estat de Missouri. Segons el cens del 2000 tenia 137 habitants.

## Demografia
Segons el cens del 2000, Mackenzie tenia 137 habitants, 64 habitatges, i 35 famílies. La densitat de població era de 1.763,2 habitants per km².
Dels 64 habitatges en un 23,4% hi vivien nens de menys de 18 anys, en un 40,6% hi vivien parelles casades, en un 12,5% dones solteres, i en un 45,3% no eren unitats familiars. En el 39,1% dels habitatges hi vivien persones soles el 12,5% de les quals corresponia a persones de 65 anys o més que vivien soles. El nombre mitjà de persones vivint en cada habitatge era de 2,14 i el nombre mitjà de persones que vivien en cada família era de 2,89.
Per edats la població es repartia de la següent manera: un 20,4% tenia menys de 18 anys, un 5,1% entre 18 i 24, un 40,1% entre 25 i 44, un 21,2% de 45 a 60 i un 13,1% 65 anys o més.
L'edat mediana era de 36 anys. Per cada 100 dones de 18 o més anys hi havia 78,7 homes.
La renda mediana per habitatge era de 45.357 $ i la renda mediana per família de 46.250 $. Els homes tenien una renda mediana de 31.719 $ mentre que les dones 34.250 $. La renda per capita de la població era de 29.732 $. Entorn del 7,3% de les famílies i el 5,1% de la població estaven per davall del llindar de pobresa.

## Poblacions més properes
El següent diagrama mostra les poblacions més properes.